# Ayuntamiento de Galapagar
El Ayuntamiento de Galapagar es el órgano encargado del gobierno y administración del municipio de Galapagar, situado en la Comunidad de Madrid, España. Está presidido por el alcalde. En 2023 ocupa dicho cargo Carla Greciano Barrado, del PP.

## Alcaldes
| Periodo   | Nombre                                                            | Partido                                   |
| --------- | ----------------------------------------------------------------- | ----------------------------------------- |
| 1979-1983 | Victoriano Martínez Greciano                                      | Unión de Centro Democrático (UCD)         |
| 1983-1987 | Victoriano Martínez Greciano                                      | Grupo Independiente de Galapagar (GIG)    |
| 1987-1991 | Luis Fernando Rubio Guillén                                       | Alianza Popular (AP)                      |
| 1991-1995 | Manuel Cabrera Padilla                                            | Partido Socialista Obrero Español (PSOE)  |
| 1995-1999 | Félix García Guillomía (1995) Eugenio de Pablo Andrés (1995-1999) | Izquierda Unida (IU) Partido Popular (PP) |
| 1999-2003 | Manuel Cabrera Padilla                                            | Partido Socialista Obrero Español (PSOE)  |
| 2003-2007 | José Tomás Román Cápelo                                           | Partido Popular (PP)                      |
| 2007-2011 | José Luis González Fernández                                      | Partido Popular (PP)                      |
| 2011-2015 | María del Carmen Toledano Rico                                    | Partido Socialista Obrero Español (PSOE)  |
| 2015-2019 | Daniel Pérez Muñoz                                                | Partido Popular (PP)                      |
| 2019-2023 | Alberto Gómez Martín                                              | Partido Socialista Obrero Español (PSOE)  |
| 2023-act. | Carla Isabel Greciano Barrado                                     | Partido Popular (PP)                      |

## Resultados electorales
En las elecciones municipales de 1979 en Galapagar la UCD consiguió 7 concejales, el PSOE 5 y la Coalición Independiente de Galapagar 1, haciéndose con la alcaldía el centrista Victoriano Martínez Greciano fruto de la coalición entre UCD e independientes.
Las elecciones municipales de 1983 cambiaron el panorama político del municipiocolocando al PSOE con 5 concejales como primera fuerza seguidos de los independientes (4) y Alianza Popular con tres, además de un único escaño para el PCE que conseguía estrenarse tras no haber conseguido representación en las anteriores elecciones. Victoriano Martínez Greciano repetiría como alcalde del municipio pero esta vez tras una coalición entre Alianza Popular e Independientes.
En 1987 se producen los resultados de la tabla inferior, correspondiendo las siglas CDS (Centro Democrático y Social) a la extinta UCD y AI (Alternativa de Izquierdas) a miembros de Izquierda Unida. El alcalde resultante fue Luis Fernando Guillén fruto de la colación entre AP y CDS.
| Partido político                         | Concelajes | Votos | %     |
| ---------------------------------------- | ---------- | ----- | ----- |
| Partido Popular (PP)                     | 6          | 1569  | 42,85 |
| Partido Socialista Obrero Español (PSOE) | 5          | 1330  | 36,32 |
| Centro Democrático y Social (CDS)        | 1          | 444   | 12,12 |
| Alternativa de Izquierdas (AI)           | 1          | 228   | 6,23  |

En 1991 el panorama se mantiene bastante estable, con 5 concejales para el PP (heredero de la extinta Alianza Popular), otros 5 para el PSOE, 2 para el Grupo Independiente de Galapagar y por último 1 para Izquierda Unida (coalición de izquierdas heredera del PCE) quedando el CDS fuera del consistorio. El alcalde resultante sería Manuel Cabrera Padilla, del PSOE, quien contó con el apoyo de IU y los independientes del GIG.
| Partido político                         | Concelajes | Votos | %     |
| ---------------------------------------- | ---------- | ----- | ----- |
| Partido Popular (PP)                     | 5          | 1497  | 34,35 |
| Partido Socialista Obrero Español (PSOE) | 5          | 1443  | 33,11 |
| Grupo Independiente de Galapagar (GIG)   | 2          | 808   | 18,54 |
| Izquierda Unida (IU)                     | 1          | 395   | 9,06  |

En las elecciones municipales de mayo de 1995 se dio una circunstancia inédita en la historia de Galapagar, además de aumentarse el número de concejales de 13 (mayoría absoluta 7) a 17 (mayoría absoluta 9). Los resultados fueron los siguientes: PP 2 concejales, PP 8,  PSOE 5 e independientes 2 (17 concejales en total). Félix García, de IU, acabó convertido por sorpresa en  el nuevo alcalde de Galapagar. García, de 48 años, formó gobierno únicamente con su compañera de coalición María del Carmen García, la otra edil elegida por IU. En la oposición quedaron ocho ediles del PP, cinco del PSOE y dos independientes. En declaraciones al diario El País dijo: «No sé cómo me las voy a a arreglar».
| Partido político                              | Concelajes | Votos | %     |
| --------------------------------------------- | ---------- | ----- | ----- |
| Partido Popular (PP)                          | 8          | 3799  | 47,44 |
| Partido Socialista Obrero Español (PSOE)      | 5          | 2290  | 28,60 |
| Grupo Independiente y de Urbanizaciones (GyU) | 2          | 904   | 11,29 |
| Izquierda Unida (IU)                          | 2          | 886   | 11,06 |

La explicación de cómo un partido con solo 2 escaños de un total de 17 llegó a la alcaldía sucedió cuando IU se negó a pactar con el PSOE. Manuel Cabrera, alcalde socialista de Galapagar durante la legislatura 1991-1995, y que estaba dispuesto a seguir en el cargo, recibió un mensaje muy claro de la coalición de izquierdas: «Nos vamos todos a la oposición. Allí arreglaremos nuestras diferencias. Lleváis mucho tiempo en en el poder». En el grupo socialista cundió entonces el desánimo, hasta que decidieron votar a García junto a los independientes sumando una mayoría absoluta de 9 concejales. En declaraciones a la prensa dijo que intentaría llegar a acuerdos con todos los partidos: «Les ofreceré formar parte de la comisión de gobierno, pero dudo si tendrán concejalías». 
El primer y hasta la fecha único alcalde de Izquierda Unida de Galapagar solo pudo mantenerse en el poder durante unas dos semanas, en las cuales el PP consiguió convencer a los dos ediles independientes para que en una moción de censura sumaran en total 10 apoyos, consiguiendo sacar adelante la misma y formando una nueva corporación municipal con Eugenio de Pablo Escobar (PP) a la cabeza. Durante el breve mandato de Félix Guillomía se consiguieron algunos logros, como reducir una importante deuda municipal sufragada con el sueldo del mismo alcalde, que renunció a recibir compensación alguna por su trabajo en el Ayuntamiento.
En las elecciones de 1999 se produjeron algunos cambios no tanto en cuanto a la distribución de votos por bloques ideológicos si no más bien a las siglas de los partidos que se presentaron, obteniendo: PP 8 concejales, PSOE 6, PGIG 1, IU 1 y como novedad Foro Verde, de corte ecologista irrumpe con un concejal. El alcalde resultante fue Manuel Cabrera Padilla (PSOE), que volvía a gobernar en nuevo mandato tras el de 1991-1995 contando con el apoyo de IU, independientes y Foro Verde.
| Partido político                         | Concelajes | Votos | %     |
| ---------------------------------------- | ---------- | ----- | ----- |
| Partido Popular (PP)                     | 8          | 3679  | 40,05 |
| Partido Socialista Obrero Español (PSOE) | 6          | 3023  | 32,91 |
| PGIG-IU                                  | 1          | 781   | 8,50  |
| Izquierda Unida (IU)                     | 1          | 703   | 7,65  |
| Foro Verde (FV)                          | 1          | 646   | 7,03  |

En 2003 en primer lugar reseñar que vuelve a producirse un aumento de concejales de 17 a 21 (mayoría absoluta 11) debido al aumento de población, como en el anterior aumento. Otra novedad es que por primera vez en democracia se produce una mayoría absoluta, en este caso para el PP con 12 concejales, quedando a continuación el PSOE con 7 y por último IU con 1 y Foro Verde con el último concejal. Resulta elegido alcalde José Tomás Roman, que fue sustituido a mitad de mandato por su compañero de partido José Luis González hasta el final del mismo.
| Partido político                         | Concelajes | Votos | %     |
| ---------------------------------------- | ---------- | ----- | ----- |
| Partido Popular (PP)                     | 12         | 5555  | 46,27 |
| Partido Socialista Obrero Español (PSOE) | 7          | 3666  | 30,54 |
| Izquierda Unida (IU)                     | 1          | 732   | 6,10  |
| Foro Verde (FV)                          | 1          | 622   | 5,18  |

En 2007 se produce un aumento en el número de partidos que logran representación en el municipio, generando cierta fragmentación y un mandato marcado por una moción de censura por la fragilidad de las mayorías resultantes. El PP obtiene 1 concejal, el PSOE 6, el PVG (Partido Vecinal de Galapagar) 2, Activa (coalición entre IU independientes y ecologistas) 2, CDL (Centro Democrático y Liberal) 1 Y por último Foro Verde con 1, que acudiría a las elecciones en alianza con una plataforma de independientes. María Carmen Toledano (PSOE) fue elegida alcaldesa creando un gobierno de coalición entre PSOE, PVG y Activa. Tras un año en el poder, Toledano fue desalojada del poder por una moción de censura promovida por el PP que consiguió el apoyo del PVG (que habían gobernado con Toledano) y como consecuencia fue elegido Daniel Pérez Muñoz (PP) en coalición con el PVG, ya que se necesitaban 11 escaños para conseguir un nuevo gobierno.
| Partido político                         | Concelajes | Votos | %     |
| ---------------------------------------- | ---------- | ----- | ----- |
| Partido Popular (PP)                     | 9          | 4868  | 39,78 |
| Partido Socialista Obrero Español (PSOE) | 6          | 3162  | 25,84 |
| Plataforma de Vecinos de Galapagar (PVG) | 2          | 1504  | 12,29 |
| Coalición Activa Galapagar (A-CG)        | 2          | 1128  | 9,22  |
| Centro Democrático Liberal (CDL)         | 1          | 657   | 5,37  |
| FV-GI                                    | 1          | 644   | 5,26  |

El mandato de Daniel Pérez como alcalde se extendió otros dos más, entre 2011-2015 y 2015-2019.
Los resultados de 2011 fueron los siguientes, marcados por dos nuevos partidos: el PP logra 10 concejales, a un puñado de escaños de la mayoría absoluta, el PDGA (Partido Demócrata de Galapagar, con independientes y exmiembros del PP) 4, PSOE 4, IU LV (en estas municipales IU se presentó en multitud de ayuntamientos y parlamentos autonómicos en coalición con Los Verdes), Plataforma (la antigua PVG) 1 y por último IH (Iniciativa Habitable, partido de corte conservador) con 1 concejal. Como se comentó en el anterior párrafo el alcalde electo fue Daniel Pérez con el apoyo del PDGA, que en poco tiempo acabaría desapareciendo reintegrándose gran parte de sus miembros y todos los concejales en el Grupo Municipal Popular, pasando este facto a tener mayoría absoluta con 14 conejales.
| Partido político                         | Concelajes | Votos | %     |
| ---------------------------------------- | ---------- | ----- | ----- |
| Partido Popular (PP)                     | 10         | 5385  | 40,66 |
| Partido Demócrata de Galapagar (PDGA)    | 4          | 2437  | 18,40 |
| Partido Socialista Obrero Español (PSOE) | 3          | 1699  | 12,83 |
| Izquierda Unida (IU)                     | 2          | 1131  | 8,54  |
| Plataforma                               | 1          | 814   | 6,15  |
| Iniciativa Habitable (IH)                | 1          | 683   | 5,16  |

En las Elecciones municipales de España de 2015 el Partido Popular obtuvo 10 de los 21 conejales posibles en el Ayuntamiento de Galapagar. Le siguieron Cambiemos Galapagar (compuesto por la mayoría del círculo de Podemos Galapagar e independientes) 3, el PSOE 3 escaños, Ciudadanos 3, IU 1, y que por cierto en la campaña electoral se presentaron como Galapagar en Común-Izquierda Unida al presentarse con independientes, y SPG (Si se Puede Galapagar 1, este último formado por una escisión minoritaria del círculo de Podemos Galapagar. Daniel Pérez Muñoz del PP fue elegido alcalde del municipio, siendo este su tercer y último mandato.
También presentaron listas Partido por la Libertad y Vecinos x Galapagar, pero no obtuvieron los votos suficientes para conseguir algún edil.
En las Elecciones municipales de España de 2019 el Partido Popular obtuvo 6 concejales, el Partido Socialista 5, Ciudadanos 4, Vox 3, Unidas Por Galapagar (coalición entre Galapagar en Común Izquierda Unida y Cambiemos) 2 y Más Madrid Galapagar 1. Actualmente, el PSOE cuenta con 4 concejales, Vox con 1 y Unidas por Galapagar con 1, habiendo 4 concejales no adscritos (1 del PSOE, 2 de Vox y 1 de Unidas por Galapagar correspondiente a la Celia Martell, que había sido concejala por IU dentro de la coalición Unidas por Galapagar).
Se formó un gobierno de coalición PSOE-Ciudadanos, convirtiéndose alcalde  Alberto Gómez Martín, del PSOE y vicealcalde, Felipe García Escobar de Ciudadanos.
En las últimas elecciones municipales, celebradas en mayo de 2023, los resultados fueron los siguientes: PP 10 concejales, PSOE 4, VOX 4, Por -Galapagar 2 (coalición entre Izquierda Unida, Más Madrid Galapagar y Galapagar Importa) y por último GET (Galapagar Entre Todos, partido vecinal) con uno. Se quedaron fuera del consistorio Ciudadanos (además se presentaba otro partido con escindidos del mismo), Podemos (que se presentaba en solitario y con sus siglas por primera vez). La alcaldesa electa fue Carla Greciano Barrado (PP) que gobierna en coalición con Vox, superando la mayoría absoluta.
Tras la investidura hubo polémica porque la alcaldesa y todo el equipo de Gobierno se subieron el sueldo un 85 %. También existió polémica porque el Ayuntamiento decidió quitar de las calles unos bancos pintados de la bandera LGBT.

## Evolución de la deuda viva municipal
El concepto de deuda viva contempla sólo las deudas con cajas y bancos relativas a créditos financieros, valores de renta fija y préstamos o créditos transferidos a terceros, excluyéndose, por tanto, la deuda comercial.
| Gráfica de evolución de la deuda viva del Ayuntamiento entre 2008 y 2023                            |
| |
| Deuda viva del Ayuntamiento de Galapagar, en miles de euros, según datos del Ministerio de Hacienda |